# Cinkov prah
Cinkov prah je snov sivo-modre barve, ki obstaja v obliki prahu, pudra ali moke. 
Snov ima vrelišče pri 907 °C (kot trdna snov) in tališče pri 420 °C. Cinkov prah je v obliki prahu gorljiva snov. Pri zvrtinčenju prahu se tvori eksplozivna zmes prah-zrak. Obstaja tudi nevarnost elektrostatičnih nabojev. Velika količina cinkovega prahu se lahko v vlažnem stanju spontano segreje in v stiku z zrakom vžge. Reagira s kislinami ali alkalijskimi hidroksidi, pri tem lahko nastaja vnetljiv vodik.

## Stabilnost in reaktivnost
Stabilnost
Pod normalnimi pogoji uporabe in shranjevanje je stabilen. Cinkov prah lahko reagira eksotermično in se spontano vžge v zraku. 
Nevarni produkti razgradnje
Cinkove kovine pri taljenju proizvajajo cinkove hlape, ki v zraku tvorijo cinkov dim. 
Nezdružljivosti
Cinkov prah lahko burno reagira z vodo, žveplom in halogeni. Je nevaren ali potencialno nevaren z močnimi oksidanti, nizkomolekularnimi kloriranimi ogljikovimi hidrati, močnimi kislinami in bazami.

## Nevarnosti za zdravje
Pri segrevanju nastaja prah cinkovega oksida (ZnO). Vdihavanje prahu povzroča livarsko bolezen. Učinkuje lahko škodljivo na dlesni, centralni živčni sistem, ledvice, kri in reproduktivni sistem. 
Inhalacija
Prah lahko povzroči mehansko draženje. Učinki so podobni tistim pri vdihavanju inertnega prahu. Pojavijo se lahko težave z dihanjem, kašljanje in kihanje. Pri segrevanju nastajajo zelo toksični kovinski hlapi, zato obstaja nevarnost vročinskega obolenja.
Zaužitje
Izjemno velike doze lahko povzročijo gastrointestinalne motnje zaradi mehanskega draženja in zaradi kemične reakcije cinkovega prahu z želodčnim sokom pri čemer nastaja cinkov klorid (ZnCl2). Pri resnejših zastrupitvah lahko pride do želodčnih krčev in slabosti.
Stik s kožo
Povzroča draženje
Stik z očmi
Povzroča draženje